# Grand Falls (Nuovo Brunswick)
Grand-Sault è un comune del Canada, situato nella provincia del Nuovo Brunswick.